# СУ-152Г
СУ-152Г (индекс ГАБТУ — объект 108) — советская опытная 152-мм самоходная гаубица. Разработана в ОКБ-3 Уральского завода тяжёлого машиностроения. Главный конструктор шасси — Л. И. Горлицкий. СУ-152Г предназначалась для подавления и уничтожения огневых точек противника, борьбы с танками и САУ противника, разрушения полевых укреплений, а также контрбатарейной борьбы.

## История создания
В 1945 году закончилась Вторая мировая война, к тому времени на вооружении Советского Союза состояли в основном противотанковые и штурмовые САУ. Основным применением таких САУ было непосредственное сопровождение пехоты и танков и стрельба по вражеским целям прямой наводкой. В то же время в западных странах и США имелись САУ, предназначенные для ведения огня с закрытых позиций. Постепенно самоходная артиллерия в этих странах начала вытеснять буксируемую. Незаменимость самоходной артиллерии в локальных конфликтах стала очевидна. Ещё в годы Великой Отечественной войны самоходная артиллерия СССР привлекалась для стрельбы с закрытых позиций, но несмотря на то, что САУ имели необходимые прицельные приспособления максимальный угол возвышения ствола ограничивался всего 15—20°. В таких условиях по удобству стрельбы с закрытых позиций самоходная артиллерия СССР не могла сравниться с буксируемой.
При анализе перспектив дальнейшего развития самоходной артиллерии особое внимание было обращено на немецкую самоходную противотанковую пушку Waffenträger, несколько образцов которой было захвачено советскими войсками весной 1945 года. Используя полученные результаты испытаний данных САУ в ОКБ-3 под руководством Л. И. Горлицкого к 5 августа 1946 года были проработаны два проекта новых САУ. 22 июня 1948 года вышло постановление Совета министров СССР № 2252—935. В соответствии с этим постановлением была официально начата разработка 152-мм самоходной гаубицы СУ-152Г.
Головным разработчиком САУ СУ-152Г являлось ОКБ-3 Уральского завода тяжёлого машиностроения, гаубица Д-50/Д-1 проектировалась в ОКБ-9. В марте 1948 года первый опытный образец гаубицы завершил заводские испытания, а 16 июня 1948 года был сдан военному представительству завода. К 31 декабря 1948 года заводом № 9 были сданы ещё две гаубицы Д-50/Д-1, а ко 2 июня 1949 года опытный образец СУ-152Г совместно с противотанковой пушкой СУ-100П был направлен на заводские испытания. В объём испытаний был включён пробег общей протяжённостью 865 км, а также две серии стрельбы по 88 и 51 выстрелу соответственно. По результатам испытаний прочность конструкции САУ, скорострельность и работа артиллерийской части СУ-152Г были признаны удовлетворительными, однако в ходовой части СУ-152Г был выявлен ряд недоработок, связанных с конструкцией резино-металлических шарниров (впервые применённых в советской бронетанковой технике) и траков гусеницы.
После устранения замечаний САУ СУ-152Г была направлена на государственные испытания. В 1950 году СУ-152Г вместе с самоходными установками СУ-100П и СУ-152П прошла государственные испытания, в ходе которых были выявлены общие недоработки конструкции базового шасси САУ СУ-100П. Совершенствование базового шасси и устранение выявленных недостатков конструкции было продолжено вплоть до июня 1955 года. После чего САУ СУ-100П и СУ-152Г были приняты на вооружение Советской армии, однако в 1955 году по указанию Н. С. Хрущёва большинство работ по самоходной артиллерии было прекращено, поэтому СУ-152Г в серийное производство так и не поступила.

## Описание конструкции

### Броневой корпус и башня
Самоходная артиллерийская установка СУ-152Г выполнена по компоновочной схеме с открытой установкой орудия на поворотной тумбе. Корпус машины сварен из стальных броневых катанных листов и разделён на три отделения: силовое (моторно-трансмиссионное), отделение управления и боевое. В передней части корпуса по правому борту расположено моторно-трансмиссионное отделение. Слева от него находится место механика-водителя с органами управления шасси. В средней и кормовой частях корпуса располагается боевое отделение, оборудованное откидными броневыми щитками. Вдоль задней стенки, аналогично САУ СУ-100П, размещён боекомплект. На крыше корпуса установлена сварная поворотная тумбовая установка. В тумбе установлен верхний станок с орудием. Поворотная тумба обеспечивала наведение орудия в диапазоне углов от —71,5 до +71,5 градуса по горизонту, а по вертикали — от —5 до +40 градусов. Экипаж САУ составлял 5 человек. Бронирование САУ СУ-152Г обеспечивало противопульную и противоосколочную защиту. Толщина лобовых листов корпуса и бортов составляла 25 мм, а поворотной тумбовой установки — 15 мм.

### Вооружение

Основные 152,4-мм гаубичные снаряды

Основным вооружением САУ СУ-152Г являлась 152-мм гаубица Д-50/Д-1. Орудие было полностью унифицировано по баллистическим характеристикам, внутреннему устройству и используемым боеприпасам со 152-мм буксируемой гаубицей Д-1. Ствол орудия представляет собой трубу соединённую с казёнником, на дульном срезе трубы был закреплён дульный тормоз. В казённике располагался вертикально-клиновой затвор оборудованный полуавтоматикой с плавающим выбрасывателем. Для облегчения работы заряжающего, гаубица Д-50/Д-1 была оснащена механическим досылателем. Для стрельбы с закрытых позиций место наводчика было оборудовано артиллерийским панорамным прицелом ЗИС-3 и прицелом прямой наводки ОП1-7 для ведения огня по наблюдаемым целям. Возимый боекомплект САУ СУ-152Г составлял 42 выстрела.
В основной боекомплект гаубицы Д-50/Д-1 входили осколочно-фугасные снаряды 53-ОФ-530, оснащённые взрывателями РГМ, РГМ-2 или Д-1. Снаряды обладали начальной скоростью на полном заряде в 508 м/с и максимальной дальностью стрельбы в 12,39 км. Снаряды 53-ОФ-530 имеют стальной корпус и снаряжаются 5,83 кг тротила. При установке контактного взрывателя на осколочное действие приведённая площадь поражения открыто расположенной живой силы в положении «стоя» составляет 2100 м². При установке контактного взрывателя на фугасное действие снаряд 53-ОФ-530 способен образовывать воронки до 1,2 м глубиной и до 3,5 м в диаметре. Для более эффективного поражения открыторасположенной живой силы противника в боекомплект входили осколочные гранаты 53-О-530А с взрывателями РГМ-2 и Д-1-У, а также осколочно-фугасные снаряды 53-ОФ-530Р и 3ОФ9, снаряжённые радиовзрывателями АР-26 и АР-30 соответственно.
Для борьбы с бронированной техникой в боекомплекте СУ-152Г могли использоваться кумулятивные снаряды 53-БП-540. Боеприпас способен пробивать 250-мм гомогенной броневой стали на расстояниях до 3 км. Также имелся морской фугасный полубронебойный снаряд А3-ПБ-35, пробивавший 68 мм гомогенной броневой стали на расстоянии 2 км. В номенклатуру также входили боеприпасы специального назначения, в том числе: осветительные, дымовые, бетонобойные и химические. Для стрельбы кумулятивным и морским снарядами применялись специальные заряды 4Ж5 и 54-Ж-536М соответственно. Для остальных снарядов использовались заряды 54-Ж-536, предназначенные для гаубиц Д-1 и М-10, а также заряды 54-Ж-534 использовавшиеся для стрельбы из 152-мм гаубицы образца 1909/30 годов, однако их применения по возможности рекомендовалось избегать, так как их использование приводило к разгару каморы и, как следствие, последующему тугому экстрактированию гильз от штатных зарядов.

#### Применяемые выстрелы
| Номенклатура боеприпасов |                |               |                   |                 |                    |                                 |                                     |
| Индекс выстрела          | Индекс снаряда | Индекс заряда | Масса снаряда, кг | Масса ВВ/ОВ, кг | Марка взрывателя   | Начальная скорость снаряда, м/с | Максимальная дальность стрельбы, км |
| Кумулятивные             |                |               |                   |                 |                    |                                 |                                     |
| 3ВБП1                    | 53-БП-540      | 4Ж5           | 27,67             | 5,6             | ГКВ, ГПВ-3         | 560                             | 3                                   |
| Полубронебойные          |                |               |                   |                 |                    |                                 |                                     |
| 53-ВФ-536М               | А3-ПБ-35       | 54-Ж-536М     | 51,07             | 3,15            | КТМФ               | 432                             | 5                                   |
| Бетонобойные             |                |               |                   |                 |                    |                                 |                                     |
| 53-ВГ-534                | 53-Г-530       | 54-Ж-534      | 40                | 5,1             | КТД                | 405                             | 10,14                               |
| 53-ВГ-536                | 53-Г-530       | 54-Ж-536      | 40                | 5,1             | КТД, ДБТ           | 457                             | 11,2                                |
| 53-ВГ-536                | 53-Г-530Ш      | 54-Ж-536/4Ж13 | 40                | 4,89            | КТД, ДБТ           | 508                             | 12,33                               |
| Осколочные               |                |               |                   |                 |                    |                                 |                                     |
| 53-ВО-534А               | 53-О-530А      | 54-Ж-534      | 40                | 5,31            | РГМ, РГМ-2, Д-1    | 405                             | 10,14                               |
| 53-ВО-536А               | 53-О-530А      | 54-Ж-536/4Ж13 | 40                | 5,31            | РГМ-2, Д-1-У       | 508                             | 12,39                               |
| Осколочно-фугасные       |                |               |                   |                 |                    |                                 |                                     |
| 53-ВОФ-534               | 53-ОФ-530      | 54-Ж-534      | 40                | 5,83            | РГМ, РГМ-2, Д-1    | 405                             | 10,14                               |
| 53-ВОФ-536               | 53-ОФ-530      | 54-Ж-536/4Ж13 | 40                | 5,83            | РГМ-2, Д-1-У       | 508                             | 12,39                               |
| 53-ВОФ-536Р              | 53-ОФ-530Р     | 54-Ж-536/4Ж13 | 40                | 5,43            | АР-26              | 508                             | 12,39                               |
| 3ВОФ13                   | 3ОФ9           | 4Ж13          | 40                | 5,43            | АР-30              | 508                             | 12,39                               |
| 3ВОФ101                  | 3ОФ66          | 4Ж13          | 40,85             | 7,8             | РГМ-2М, В-90, АР-5 |                                 | 13,7                                |
| Фугасные                 |                |               |                   |                 |                    |                                 |                                     |
|                          | 53-Ф-531       |               | 44,91             | 5,7             |                    |                                 |                                     |
| 53-ВФ-534                | 53-Ф-533       | 54-Ж-534      | 40,3              | 8,8             |                    | 386                             | 8,57                                |
| 53-ВФ-534К               | 53-Ф-533К      | 54-Ж-534      | 40,7              | 7,3             | РГМ, РГМ-2, РГ-6   | 386                             | 8,57                                |
| 53-ВФ-534Н               | 53-Ф-533Н      | 54-Ж-534      | 40,7              | 7,3             | УГТ-2              | 386                             | 8,57                                |
| 53-ВФ-534У               | 53-Ф-533У      | 54-Ж-534      | 40,8              | 8,8             | РГМ, РГМ-2, РГ-6   | 386                             | 8,57                                |
| 53-ВФ-534Ф               | 53-Ф-533Ф      | 54-Ж-534      | 41,1              | 3,9             | АД, АД-2, АДН      | 384                             | 8,57                                |
| Шрапнельные              |                |               |                   |                 |                    |                                 |                                     |
| 53-ВШ-534                | 53-Ш-501       | 54-Ж-534      | 41,2              | 0,5             | 45 сек.            | 384                             | 8,28                                |
| 53-ВШ-534Т               | 53-Ш-501Т      | 54-Ж-534      | 41,2              | 0,5             | Т-6                | 384                             | 7,89                                |
| Дымовые                  |                |               |                   |                 |                    |                                 |                                     |
| 53-ВД-536                | 53-Д-530       | 54-Ж-536      |                   |                 |                    |                                 |                                     |
| Осветительные            |                |               |                   |                 |                    |                                 |                                     |
| 3ВС4                     | 3С1            | 4Ж13          | 40,2              | —               | Т-7                | 654                             |                                     |
| Химические               |                |               |                   |                 |                    |                                 |                                     |
|                          | 53-ХС-530      | 54-Ж-536/4Ж13 | 38,8              |                 |                    | 508                             | 12,39                               |
|                          | 53-ХС-530Д     |               | 42,5              | 5,4             |                    |                                 |                                     |
|                          | 53-ХН-530      | 54-Ж-536/4Ж13 | 39,1              |                 | КТМ-2              | 508                             | 12,39                               |
|                          | 53-ОХ-530      |               | 40                |                 | КТМ-2, РГ-6        | 508                             | 12,39                               |
|                          | 3Х3            |               | 40                | 2,873           | РГМ-2              |                                 |                                     |
|                          | 3Х3-35         |               | 40                | 2,82            | РГМ-2              |                                 |                                     |

### Средства наблюдения и связи
Внешняя радиосвязь поддерживалась радиостанцией 10-РТ. Переговоры между членами экипажа осуществлялись через аппаратуру внутренней связи ТПУ-47-3.

### Двигатель и трансмиссия
В СУ-152Г устанавливался V-образный 12-цилиндровый четырёхтактный дизельный двигатель В-105 (В-54-105) жидкостного охлаждения с наддувом мощностью 400 л.с. Двигатель В-54-105 бы создан на базе серийного двигателя В-54 и имел следующие отличия: в насосе НК-10 отсутствовал пружинный корректор; была изменена конструкция выпускных патрубков, впускного коллектора, привода вентилятора и крышки водяного насоса; масляный фильтр «Кимаф-СТЗ» устанавливался на отдельном кронштейне; дополнительно размещался генератор Г-74 мощностью 3 кВт; моторесурс был увеличен; для повышения эффективности охлаждения конструкция радиаторной решётки были изменена.
Трансмиссия механическая, двухпоточная, с планетарным механизмом поворота. Имела шесть передних и две задних передачи. Максимальная скорость движения на шестой передней передаче составляла 63 км/ч.

### Ходовая часть
Ходовая часть СУ-152Г представляла собой шасси СПТП СУ-100П и состояла из шести пар обрезиненных опорных и трёх пар поддерживающих катков. В задней части машины находились направляющие колёса, в передней — ведущие. Гусеничная лента состояла из мелких звеньев с резинометаллическими шарнирами цевочного зацепления. Ширина каждого трака 412 мм при шаге 133 мм. Подвеска СУ-152Г — индивидуальная торсионная. На первом, шестом опорных катках были установлены двухсторонние гидроамортизаторы.

## Оценка машины
|                                         | ИСУ-152М | СУ-152Г  | 2С3      |
| --------------------------------------- | -------- | -------- | -------- |
| Боевая масса, т                         | 46,0     | 23,8     | 27,5     |
| Экипаж, чел.                            | 5        | 5        | 4        |
| Тип установки орудия                    | закрытая | открытая | закрытая |
| Марка орудия                            | МЛ-20С   | Д-50/Д-1 | 2А33     |
| Длина ствола, клб.                      | 28       | 23       | 28       |
| Углы ВН, град                           | −3…+20   | −5…+40   | −4…+60   |
| Углы ГН, град                           | 10       | 143      | 360      |
| Возимый боезапас, выстр.                | 20       | 42       | 40       |
| Максимальная дальность стрельбы ОФС, км | 13,0     | 12,39    | 17,4     |
| Масса ОФС, кг                           | 43,56    | 40,00    | 43,56    |
| Боевая скорострельность, выстр/мин      | 2—3      | 3—4      | 1,9—3,5  |
| Возможность ведения навесной стрельбы   | нет      | есть     | есть     |
| Возможность ведения мортирной стрельбы  | нет      | нет      | есть     |
| Калибр зенитного пулемёта, мм           | 12,7     | —        | 7,62     |
| Максимальная скорость по шоссе, км/ч    | 40       | 65       | 60       |
| Запас хода по шоссе, км                 | 400      | 290      | 500      |

Основными отечественными аналогами САУ СУ-152Г выступает самоходная пушка ИСУ-152 и её модификации как представители предыдущего поколения, а также самоходная гаубица 2С3, являющаяся представителем следующего поколения советской самоходной артиллерии. Самоходные пушки типа ИСУ-152 изначально разрабатывались как тяжёлые штурмовые орудия, основной задачей которых было ведение стрельбы прямой наводкой, поэтому слабо подходили для стрельбы с закрытых позиций ввиду ограниченного угла вертикального наведения орудия, кроме того при ведении режимной стрельбы экипажи самоходных установок угорали из-за избыточной концентрации пороховых газов внутри боевого отделения. Несмотря на очевидные преимущества СУ-152Г перед ИСУ-152 в качестве орудия для стрельбы с закрытых позиций, серийное производство СУ-152Г развёрнуто так и не было. К идее создания самоходной артиллерии советское руководство вернулось только в 1960-е годы уже после снятия с поста Первого секретаря ЦК КПСС. В результате, одним из созданных орудий была самоходная гаубица 2С3 «Акация», выгодно отличавшаяся от своего предшественника увеличенными углами вертикального наведения, закрытым боевым отделением, защитой от оружия массового поражения, башней кругового обстрела и увеличенной дальностью стрельбы.
|                                         | СУ-152Г   | F3            | M44       | FV3805      |
| --------------------------------------- | --------- | ------------- | --------- | ----------- |
| Годы разработки                         | 1946—1955 | начало 1950-х | 1946—1951 | 1950-е      |
| Боевая масса, т                         | 23,8      | 17,4          | 25,3      | 50          |
| Экипаж, чел.                            | 5         | 10            | 5         | 5           |
| Калибр орудия, мм                       | 152,4     | 155           | 155       | 139,7       |
| Длина ствола, клб.                      | 23        | 33            | 23,2      | 30          |
| Углы ВН, град                           | −5…+40    | 0…+67         | −5…+65    | −5…+45      |
| Углы ГН, град                           | 143       | 46—50         | 60        |             |
| Возимый боезапас, выстр.                | 42        | 25            | 24        |             |
| Максимальная дальность стрельбы ОФС, км | 12,39     | 14,7          | 15        | 14,63/16,46 |
| Масса ОФС, кг                           | 40,00     | 43,75         | 43,88     | 45,34/36,28 |
| Максимальная скорость по шоссе, км/ч    | 65        | 60            | 56,3      | 34          |
| Удельная мощность, л. с./т              |           | 15,6          | 14        | 10,73       |
| Удельное давление на грунт, кг/см²      |           | 0,71          | 0,84      |             |
| Запас хода по шоссе, км                 | 290       | 300           | 120       | 120         |

В период с 1946 по 1947 годы в США на базе нового лёгкого танка T41 был разработан проект новой 155-мм самоходной гаубицы, получившей обозначение T99. САУ представляла собой шасси танка, на котором размещалась закрытая бронированная рубка со 155-мм гаубицей T97. Для стрельбы из гаубицы должны были применяться выстрела с раздельно-гильзовым заряжанием. Кроме того предусматривалась автоматизация процесса управления огнём. Однако, результаты боевых действий в Корейской войне заставили военное руководство США ускорить процесс разработки новой самоходной гаубицы. В результате была создана САУ T99E1 с орудием, использовавшим картузное заряжание. Система управления орудием также была упрощена и мало чем отличалась о той, что использовали самоходные артиллерийские орудия времён Второй мировой войны. В ходе дальнейшего совершенствования T99E1 была создана САУ T194, отличавшаяся открытым боевым отделением и уменьшенным с 30 до 24 выстрелов возимым боекомплектом. В результате T194 была принята на вооружение армии США под обозначением M44.
В 1950-е годы Великобритания разработала на базе среднего танка Centurion Mk. 7 139,7-мм самоходную гаубицу FV3805. Основным вооружением САУ была 5,5-дюймовая пушка-гаубица. Максимальная дальность стрельбы 45,35-кг снарядом составляла 14,8 км, однако, в боекомплекте имелся также облегчённый 36,28-кг снаряд с максимальной дальностью стрельбы в 16,46 км. Корпус САУ обеспечивал броневую защиту экипажа на уровне базовой машины. Для повышения устойчивости САУ при стрельбе, в кормовой части корпуса располагался откидной сошник. Существовал и более лёгкий вариант с открытой установкой орудия, однако дальше одного опытного образца полученного путём доработки танка «Crusader» и унификации по некоторым узлам и агрегатам с гусеничной серией FV300 работы не продвинулись.
Во Франции в начале 1950-х годов на базе лёгкого танка AMX-13 была разработана 155-мм самоходная гаубица F3. Максимальная дальность стрельбы снарядом M107 составляла 14,7 км. В отличие от СУ-152Г, гаубица F3 обладала меньшей боевой массой (17,4 т против 23,8 т), однако, при этом возимый боекомплект составлял всего 25 выстрелов. Кроме того, экипаж САУ состоял из 10 человек, при этом непосредственной в самой боевой машине на марше размещались только два члена экипажа (при смене огневой позиции, в САУ перевозились 4 члена экипажа), остальные перевозились в специальном грузовике, сопровождавшем самоходную гаубицу.
Опыт боевых действий в локальных конфликтах послевоенного периода показал незаменимость самоходной артиллерии как класса. В период с 1947 по 1955 годы Советским Союзом была предпринята попытка создания новых самоходных гаубиц, в числе которых была и СУ-152Г. Однако, в 1955 году по указанию Н. С. Хрущёва большинство работ по самоходной артиллерии было прекращено. Результатом такого решения стало отставание на десятилетия развития самоходной ствольной артиллерии СССР от стран-членов НАТО, ликвидировать которое удалось только к началу 1970-х годов.

## Сохранившиеся экземпляры
- Россия:
  - г. Кубинка — единственный опытный экземпляр находится в экспозиции Центрального музея бронетанкового вооружения и техники в Кубинке.

### Сноски
1. ↑  На максимальном заряде.
2. ↑  Снаряжён стойким типом отравляющего вещества.
3. ↑  Отравляющее вещество Р-43 (вязкий люизит).
4. ↑  Снаряжён нестойким типом отравляющего вещества.
5. ↑  Отравляющее вещество Р-55 (зоман).
6. ↑  Отравляющее вещество Р-35 (зарин).
7. ↑  для снаряда массой 45,34 кг.
8. ↑  для снаряда массой 36,28 кг.
9. ↑  Позднее были разработаны усиленные заряды, активно-реактивные снаряды, снаряды с донной выемкой и донным газогенератором. Комплекс данных мероприятий позволил увеличить максимальную дальность стрельбы до 25,3 км.